# 長崎県立長崎明誠高等学校
長崎県立長崎明誠高等学校（ながさきけんりつ ながさきめいせいこうとうがっこう, Nagasaki Prefectural Nagasaki Meisei High School）は、長崎県長崎市西海町にある県立の高等学校。

## 概要
歴史
1949年（昭和24年）に開校した「長崎県立大村高等学校農業部村松分校」を前身とする。数回の改編・移管・改称を経て、1974年（昭和49年）に「長崎県立琴海高等学校」（全日制普通科）として独立。1998年（平成10年）に総合学科を設置し、現校名の「長崎県立長崎明誠高等学校」となった。
設置課程・学科
全日制課程 総合学科（単位制）
- 7系列（人文社会・国際理解・自然科学・情報ビジネス・スポーツ健康・芸術文化・福祉生活）がある。

校訓
「自主・自律」
校歌
曲名は「夢ありてこそ」。作詞・作曲はともにさだまさし。2001年（平成13年）に制定。歌詞は2番まであり、両番に校名の「長崎明誠」が登場する。
校章
美術科教諭 松田綏一によるデザイン。U字状の2本のラインは校訓の「自主・自律」を表すと同時に、羽ばたく羽根をイメージしている。これには、国際社会のなかで大きく翔ばたいてほしいという願いが込められている。そのU字の内部に長崎明誠の文字が入っている。
スクールカラー
ライトブルーで、明るく青く澄み切った、大空と海のような心を持った青年に育って欲しいという願いが込められている。
制服
1996年（平成8年）より男女ともに、森英恵デザインによる制服を採用している。色は紺色。男子はブレザー、女子はセーラー服となっている。校章などの刺繍はなく、デザイン性が保たれている。斬新かつ、清楚で、シンプルな制服、また、生徒が誇りを持って着たくなるような魅力的な制服を検討の上、採用したとされている。
平成28年度の入学生より制服改定が行われた。
令和4年度の入学生より再び、制服改定が行われる予定である。

## 沿革
年表
- 1949年（昭和24年）
  - 4月30日 - 村松村立村松中学校に「長崎県立大村高等学校農業部村松分校」を併設。定時制課程（昼間）農業科を設置[4]。
  - 5月31日 - 北部の亀岳村[5]に「長崎県立大村高等学校農業部亀岳分校」が開校。定時制課程（昼間）農業科、農村家庭科（後に生活科）を設置。
- 1951年（昭和26年）4月1日 - 本校の改称に伴い、「長崎県立大村農業高等学校 村松分校」、「長崎県立大村農業高等学校 亀岳分校」と改称。
- 1955年（昭和30年）4月1日 - 本校の改称に伴い、「長崎県立大村園芸高等学校 琴海分校 村松教室」・「長崎県立大村園芸高等学校 琴海分校 亀岳教室」と改称。
- 1956年（昭和31年）
  - 4月1日
    - 亀岳教室が長崎県立西彼農業高等学校（設置学科:園芸科・生活科）として分離・独立。
    - 村松教室は「長崎県立西彼農業高等学校 村松分校」となる。
- 1965年（昭和40年）4月1日 - 農業科・生活科を普通科に変更する。
- 1966年（昭和41年）4月1日 - 全日制課程に変更する。
- 1968年（昭和43年）4月1日 - 移管により、「長崎県立長崎西高等学校琴海分校」となる。
- 1973年（昭和48年）4月1日 - 学級増で1学年3学級となる。
- 1974年（昭和49年）4月1日 - 「長崎県立琴海高等学校」として分離・独立。現在地に移転。
- 1976年（昭和52年）9月1日 - 新校舎の教室棟が完成。
- 1977年（昭和53年）
  - 3月16日 - 体育館が完成。
  - 6月28日 - 新校舎の管理棟が完成。
  - 11月4日 - 新校舎の落成記念式が開催。
- 1983年（昭和59年）3月25日 - 増築校舎が完成。
- 1984年（昭和60年）3月31日 - グラウンド改修工事が完成。
- 1993年（平成5年）10月23日 - ブロンズ像「大地の詩」が完成。
- 1994年（平成6年） 3月31日 -  静和亭が完成。
- 1995年（平成7年） 3月24日 - 図書館を改装。
- 1996年（平成8年）
  - 3月20日 - 第二体育館が完成。
  - 9月3日 - グラウンド改修。
- 1998年（平成10年）4月1日 - 「長崎県立長崎明誠高等学校」（現在名）に改称し、総合学科を設置する。
- 2001年（平成13年）11月29日 - 新校歌「夢ありてこそ」が披露。作詞作曲を担当したさだまさしが来校し、校内の校歌碑の除幕式が行われる。
- 2007年（平成19年）10月13日 - 校名変更後初の10周年記念式典が開催される。

長崎県総合学科設置の流れ
- 1994年（平成6年）- 文部科学省が、総合学科校を通学範囲に少なくとも1校（全国で500校程度）が整備されることを目標に掲げた。
- 1998年（平成10年）- 上記の目標にこたえ、長崎県教育委員会は既存の高等学校を再編し、以下の総合学科校を3校設置。
  - 県北 - 「長崎県立佐世保東翔高等学校」（旧・長崎県立佐世保東商業高等学校）
  - 県央 - 「長崎県立大村城南高等学校」（旧・長崎県立大村園芸高等学校）
  - 県南 - 「長崎県立長崎明誠高等学校」（旧・長崎県立琴海高等学校）
- 2000年（平成12年）- 「長期総合計画[6]」
  - 「生徒減少期や時代の要請に応え、生徒の個性や人間性を育てる教育の推進を図るため、1999年（平成11年）度～2000年（平成12年）度に「長崎県高校改革推進会議」を設置し、県立高校の適正配置、学科改編等について審議を行い、その報告を受けて、具現化のための計画を策定し、2001年（平成13年）度以降随時導入を進める」[7]。
- 2002年（平成14年）- 「長崎県立高等学校教育改革第1次実施計画」
  - 「学科改編に伴い、生徒の学習意欲が喚起され、進学・就職の実績が向上するなど、学校活性化に大きな成果をあげている」と高く評価し、長崎県下における総合学科の導入・拡充の方向性を示した。[8]
  - 以降、総合学科校は次第に増加している。この動向に合わせ、「県立高校の適正配置、学科改編等」については、「高校の統廃合を進める県の高校改革方針」と「公教育という視点からの高校のあるべき姿」の狭間で現在でも議論の争点となっている。[9][10]
- 2003年（平成15年）4月1日 - 「長崎県立清峰高等学校」（旧・長崎県立北松南高等学校）
- 2004年（平成16年）4月1日 - 「長崎県立平戸高等学校」（校名を改称せずに、総合学科を設置）
- 2005年（平成17年）4月1日 
  - 「長崎県立島原翔南高等学校」（旧・長崎県立島原南高等学校と旧・長崎県立有馬商業高等学校を統合）
  - 「長崎県立五島海陽高等学校」（旧・長崎県立五島商業高等学校）
- 2006年（平成18年）4月1日 - 「長崎県立長崎鶴洋高等学校」（旧・長崎県立長崎水産高等学校） 水産科・総合学科の2科体制。総合学科校8校目。

## 特色
施設・制度
- 二期制で、秋休みという休みも2日程設けられている。
- 定期考査が年に4回行われている。(例年は6月・10月・11月・2月)
- 二人担任制を採用している。
- 個人用ロッカーは全生徒分用意され、教科書や教材を保管する。(選択教科に応じて教室を移動することが多いことから、原則教室の机に教科書等を保管しない)。
  - 一般教室・・・普通教室、ゼミ室
  - 附設施設・・・図書館（蔵書約11,000冊、DVD視聴ブース設置）、視聴覚教室（240名収容）
  - 体育関連・・・第1体育館、第2体育館、武道場、トレーニング室、テニスコート4面(そのうち2面は現在使われていない)、ゴルフ場
  - 芸術関連・・・第1音楽室、第2音楽室、美術室、工芸室
  - 理科関連・・・物理教室、化学教室、生物教室
  - 家庭看護福祉関連・・・食物教室、被服教室、福祉介護実習室
  - 商業関連・・・情報処理室、文書処理室、語学演習室

などの多様な科目選択に応じた教育条件が整備されている。
オンリーワン長崎明誠運動
- 校訓「自主・自律」を具現化すべく、ノーチャイム運動が行なわれている。
- 「先見」という朝の読書の時間がホームルーム前に10分間設けられている。
- 上記に挨拶運動・校内外の美化運動をあわせて、「ナンバーワンよりオンリーワン」を合い言葉に独自性を尊重する校風づくりが目指されている。

学校行事
- 「ことのうみ[11]祭」 - (令和7年度より)4月に行われる体育の部、毎年9月に行われる文化の部で構成される体育祭・文化祭の複合的催し。
- 「長崎明誠発表会」 - 毎年2月中旬に行われ、課題研究や産業社会と人間などのキャリア教育の授業の成果が発表される。（2月中旬  ）

容儀指導
校内の風紀を維持し、生徒の品格を高めるために月に1度、細部にわたって非常に厳正な容儀指導が行われる。
再指導も行われる。

## 部活動
運動部
- サッカー部
- ソフトボール部
- 硬式野球部
- ソフトテニス部
- バスケットボール部
- 陸上部
- 柔道部
- バレーボール部（女子のみ）
- 卓球部
- バドミントン部
- 弓道部
- ボート部

文化部
- 吹奏楽部
- 情報処理部
- 美術部
- 英語研究部
- 新聞部
- 茶道部
- 放送部
- 合唱部

上記に、同好会は含まれていない。

## 交通アクセス
当校は比較的平地に位置している。
- 長崎自動車（長崎バス）「西海」（にしうみ）バス停より徒歩すぐ。
- 学校内にもバス停が設けられている。
- 長崎駅から自動車で国道206号を北へ40分程度。